# Années 1910 en sociologie
Ci-dessous figurent les événements relatifs à la Sociologie survenus au cours des années 1910.

## 1912

### Publications
- Émile Durkheim, Les Formes élémentaires de la vie religieuse

## 1915

### Publications
- Robert E. Park, The city[1]

## 1917

### Publications
- Alfred Louis Kroeber, The Superorganic
- Lénine (Vladimir Ilitch Oulianov), State and Revolution
- Vilfredo Pareto, Traité de sociologie générale, Droz, Genève.
- Ferdinand Tönnies, The German State and The English State
- Lester Frank Ward, Glimpses of the Cosmos. A Mental Autobiography.[2] (6 vols) 1913-1918
- Max Weber, The Religion of India: The Sociology of Hinduism and Buddhism
- Max Weber, Essais sur la théorie de la science (1904-1917), traduction partielle par Julien Freund, Plon, 1965; édition de poche, Pocket, 1992
- Max Weber, Le judaïsme antique (1917-1918), traduction par Freddy Raphaël, Plon, 1970.

### Naissances
- William H. Whyte, sociologue, journaliste et « observateur » américain († 12 janvier 1999)
- 7 mars, Mostefa Lacheraf, écrivain, historien, sociologue et homme politique algérien († 13 janvier 2007)
- 5 juin, Maurice Duverger, juriste, politologue et professeur de droit français, spécialiste du droit constitutionnel.
- 11 septembre : Robert McKenzie, professeur canadien en sciences politiques († 12 octobre 1981)
- 29 octobre : Harold Garfinkel, professeur émérite en sociologie à l’université Harvard,  États-Unis.

### Décès
- 15 novembre : Émile Durkheim, sociologue français (° 15 avril 1858)

## 1918

### Publications
- Charles Cooley, Social Association
- Frederic Harrison, On Society
- Karl Kautsky, The Dictatorship of the Proleteriat
- Benjamin Seebohm Rowntree, The Human Needs of Labour
- W. I. Thomas et Florian Znaniecki, The Polish Peasant in Europe and America

### Naissances
- Antonio Caso, philosophe et sociologue mexicain († 1946)
- Robert Harry Lowie, ethnologue américain († 1957)
- Yasuma Takada, sociologue japonais († 1972)

### Décès
- 28 septembre : Georg Simmel, philosophe et sociologue allemand